# ŠK Borovo-Vukovar ’91
ŠK Borovo-Vukovar ’91 – chorwacki klub szachowy z siedzibą w Vukovarze, mistrz kraju i finalista Pucharu Europy z 1996 roku.

## Historia
Klub został założony w 1991 roku w czasie trwania bitwy o Vukovar i opierał się na tradycji dwóch wcześniejszych szachowych klubów istniejących w tym mieście: Slogi Vukovar i ŠK Borovo. W sezonie 1996 klub zdobył mistrzostwo Chorwacji. W tym samym roku zespół zadebiutował w Pucharze Europy. Kadrę klubu stanowili wówczas Jewgienij Bariejew, Goran Dizdar, Krunoslav Hulak, Mladen Palac, Wołodymyr Tukmakow i Robert Zelčić. W fazie grupowej Borovo-Vukovar rywalizował z Elicurem Petach Tikwa, ŠK Alkaloid Skopje, Sławią Sofia, Iraklio OAA, Interem Salzburg i Montenegrobanka Podgorica. Chorwacki klub zajął pierwsze miejsce w grupie i awansował do fazy pucharowej. W niej zespół wygrał kolejno z CS Clichy, Partizanem Belgrad i Mursą Osijek, awansując do finału. W finale klub przegrał 2,5:3,5 z Tattransgazem-Itilem Kazań.
W 1997 roku klub poddał walkowerem wszystkie mecze w Pucharze Europy. Pod koniec lat 90. został rozwiązany. W 2001 roku powstał ŠK Vukovar ’91, który nie jest jednak prawnym następcą ŠK Borovo-Vukovar ’91.